# Ожидания
«Ожидания» — советский короткометражный художественный телефильм режиссёра Леонида Марягина. Его первая самостоятельная работа. Снят творческим объединением «Телефильм» по заказу Центрального телевидения на киностудии «Мосфильм» в 1966 году.

## Сюжет
Почтальон Тася Корычева, одиноко и тоскливо жившая в небольшом посёлке, помогает проезжавшему командированному получить столь необходимый ему денежный перевод. Благодарный за помощь геолог (он везёт образцы пробурённых пород и должен рассчитаться с рабочими и лодочником) тепло расстаётся с девушкой, обещая вскоре прислать письмо. На мгновенье ей кажется, что это и есть тот самый человек, встречу с которым она ждала всю свою жизнь.

## В ролях
- Галина Польских — Таисия Корычева, почтальон
- Станислав Любшин — Роберт Самсонов, геолог
- Александра Дорохина — доярка
- Николай Парфёнов — бухгалтер
- Виктор Филиппов — Почечуев

## Съёмочная группа
- Сценарист: Александр Рекемчук
- Режиссёр: Леонид Марягин
- Главный оператор: Виктор Шейнин
- Композитор: Леонид Афанасьев
- Художник: Борис Чеботарёв
- Оператор: Павел Лебешев